# Hedwig Wallis
Hedwig Wallis, geborene von Häfen (* 20. Mai 1921 in Hamburg; † 21. Oktober 1997), war eine deutsche Medizinerin und Abgeordnete der Hamburgischen Bürgerschaft für die CDU.

## Leben
Hedwig Wallis, Tochter der Juweliers Heinrich von Häfen, arbeitete nach Medizinstudium, Promotion zum Dr. med. und Fachbildung in den Bereichen Psychiatrie und Kinderheilkunde zunächst als Ärztin an der Eppendorfer Kinder- und Poliklinik der Universität Hamburg. 1959 habilitierte sie sich. Das war erst die zweite Habilitation einer Frau im Bereich Medizin an der Eppendorfer Universitätsklinik. Die erste lag 36 Jahre zurück. Bis 1965 war sie Privatdozentin. 1965 wurde Hedwig Wallis Abteilungsdirektorin in der Klinik und außerplanmäßige Professorin für Kinderheilkunde der Universität Hamburg. 1987 wurde sie pensioniert.
Ihr zu Ehren gab der Freundes- und Förderkreis des UKE e. V. einem jährlich zu vergebenden Stipendium den Namen Hedwig Wallis-Promotionspreis für Psychosoziale Medizin. Der Preis wurde erstmals im Jahr 2008 ausgelobt und wird an Studenten und junge Ärzte für die beste Dissertation des Jahres vergeben.
Von 1941 bis 1944 war Wallis verheiratet und hatte eine Tochter, die als junge Mutter starb.
Hedwig Wallis wurde auf dem Friedhof Groß Flottbek im Hamburger Stadtteil Bahrenfeld beigesetzt, Grablage: LC 3.

## Politik
Von 1970 bis 1974 zog das CDU-Mitglied Hedwig Wallis für ihre Partei als eine von zunächst elf weiblichen Abgeordneten in die 120-köpfige Hamburgische Bürgerschaft ein. Später konnten sechs weitere Politikerinnen in das Landesparlament nachrücken, weil nach einer Verfassungsänderung Senatoren während ihrer Amtszeit ihr Mandat als Abgeordnete niederlegen mussten. Hedwig Wallis kommentierte: In allen Parteien sind mehr Frauen mandatsfähig, als ihnen Listenplätze zugestanden werden. Als Hauptgrund für die geringe Vertretung von Politikerinnen in den Parlamenten nannte sie: das mangelnde Demokratieverständnis der 'anderen Gruppe'.

## Schriften
- Hedwig Wallis: Choreatische Zustandsbilder im Verlauf endogener Psychosen. Dissertation, Maschinenschrift 1953.